# Campylaea
Campylaea is een geslacht van weekdieren uit de klasse van de Gastropoda (slakken).

## Soort
- Campylaea illyrica (Stabile, 1864)